# Pestepidemie in Marseille (1720)

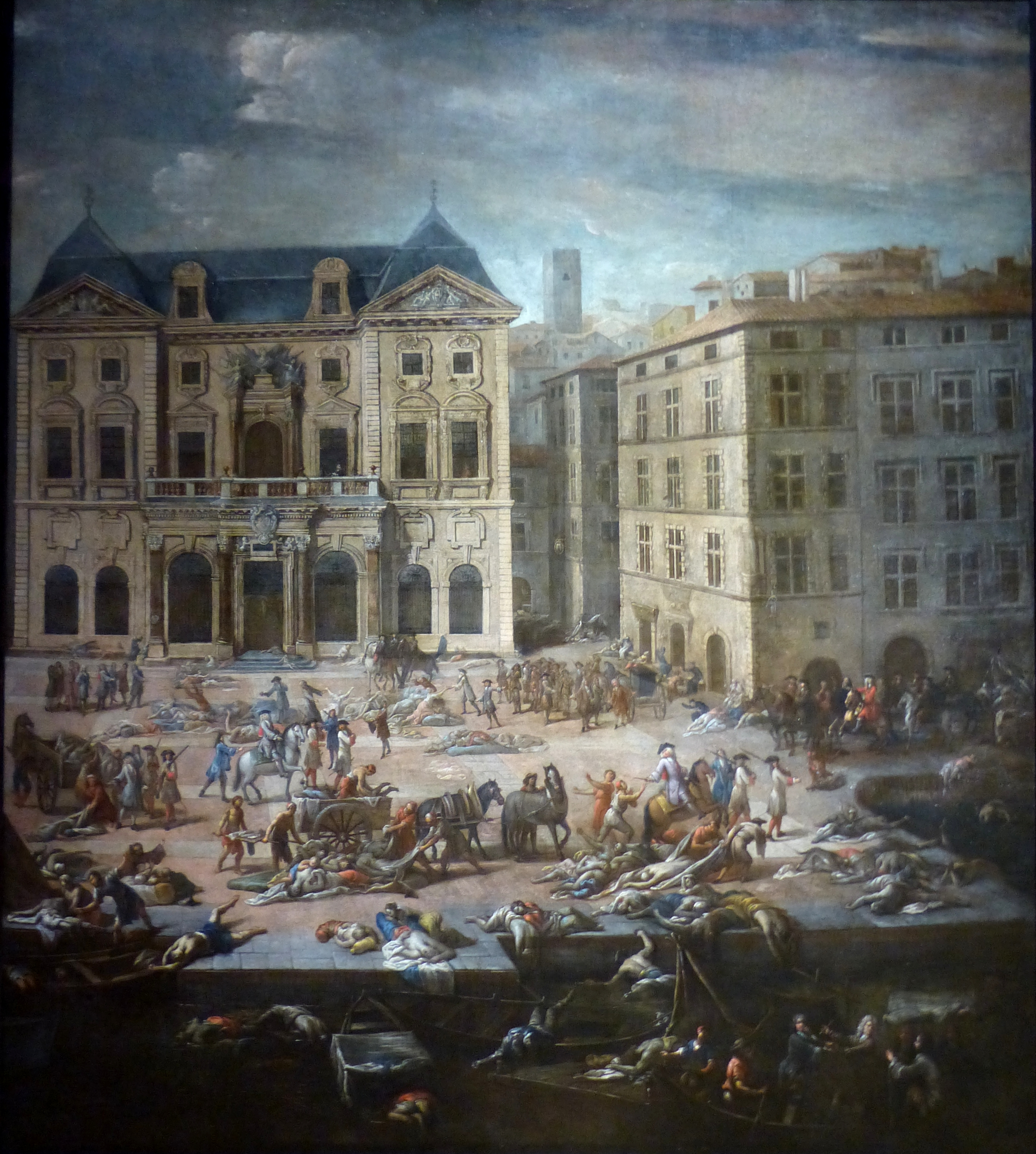
De pest in Marseille

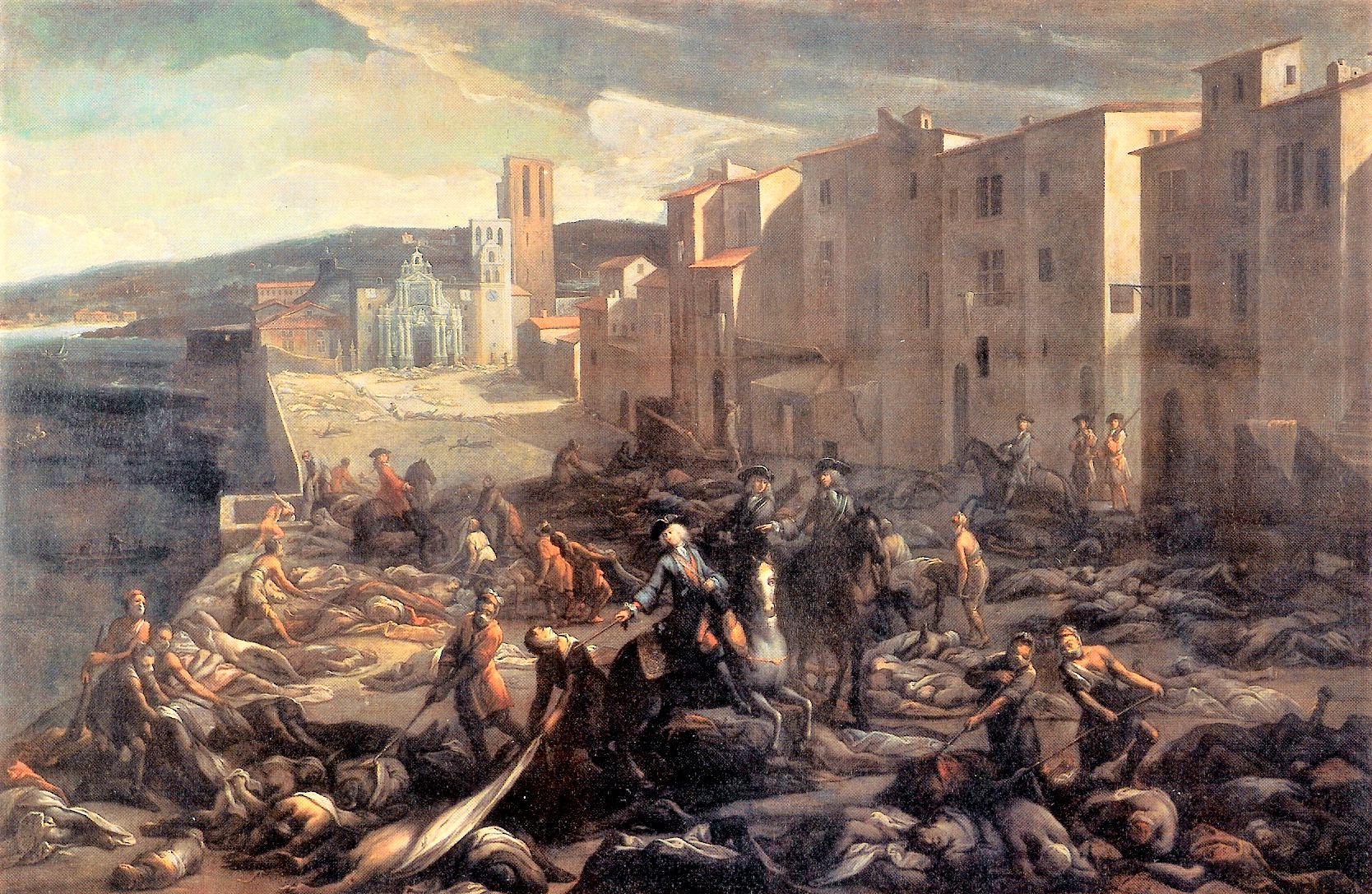
Chevalier Roze bij La Tourette (Marseille)

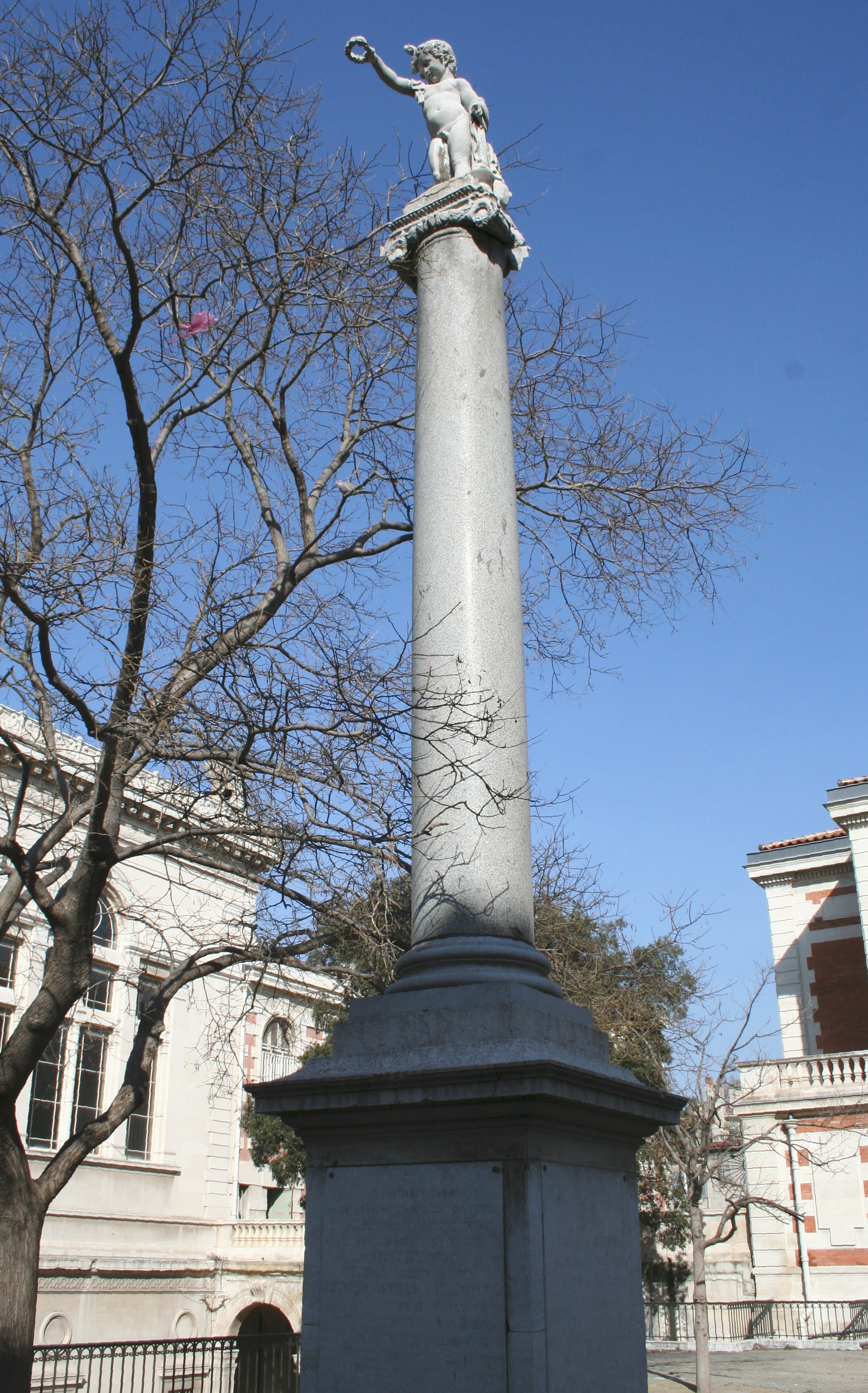
Pestzuil in Marseille

De Pestepidemie in Marseille was een uitbraak van de pest in Marseille en omstreken die woedde van 1720 tot 1722. Dit was de laatste grote pestepidemie in West-Europa, die naar schatting aan 100.000 mensen het leven kostte.

## Achtergrond
Marseille was in 1720 een belangrijke havenstad die handelsbetrekkingen onderhield met het oostelijk Middellandse Zeegebied. De 90.000 inwoners van de stad leefden vaak dicht op elkaar en in weinig hygiënische omstandigheden. Gelet op eerdere uitbraken van de pest was er een systeem van quarantaine ingesteld waarbij scheepsbemanningen en ladingen gedurende 40 dagen werden afgezonderd alvorens toegang te krijgen tot de stad.

## Uitbraak
Op 25 mei 1720 kwam het schip Grand Saint Antoine vanuit de Levant aan in de haven van Pomègues, een van de vier eilanden van de Frioul-archipel net buiten Marseille. Aan boord van het schip waren al verschillende doden gevallen, maar dit werd niet toegeschreven aan de pest. De bemanning en de lading van het schip werden ondergebracht in het Lazaret d'Arenc voor een quarantaineperiode. Nog voor de afloop van deze periode echter werd de lading snel naar Marseille vervoerd. De lading bestaande uit zijden en katoenen stoffen, voor een groot deel eigendom van scheepskapitein Jean-Baptiste Châtaud en van de eerste schepen van Marseille, Jean-Baptiste Estelle, was immers bestemd voor de jaarmarkt in Beaucaire (Gard) die doorging in juli. 

### Marseille
Eind juni werden de eerste zieken gemeld in de oude wijken van de stad. Onder de doden waren twee bemanningsleden van de Grand Saint Antoine die hadden geholpen met het uitladen. Hun lichamen werden teruggebracht naar het lazaret en daar stelde een arts builen op hun lichaam vast. De pest werd uitgeroepen en de stad Marseille werd afgesloten van de buitenwereld. De lading van de Grand Saint Antoine werd weer ingeladen en het schip werd naar het Île de Jarre in de Riou-archipel gestuurd. Daar werd het schip in brand gestoken en gezonken. Kapitein Châtaud, van wie men vermoedde dat hij verantwoordelijk was voor de uitbraak, werd opgesloten in het Château d'If in afwachting van een proces.
In de maand augustus telde men tot 1000 doden per dag en deze piek zette zich door tot eind september. Het schepencollege van Marseille ontkende lange tijd dat er sprake was van een epidemie en ruziede met de stadsartsen. Regent Filips van Orléans benoemde een tijdelijke commandant in de stad (De Langeron) die het bestuur overnam van het onbekwame schepencollege. De orde werd hersteld, er werd nieuwe hospitaalruimte gecreëerd en er werden grafkuilen gedolven. Voordien werden de doden gedumpt in de kelders onder de kerken of zelfs in een bres in de oude stadsmuur. Chevalier Nicolas Roze onderscheidde zich en liet massagraven aanleggen om de doden te begraven. Henri François-Xavier de Belsunce de Castelmoron, bisschop van Marseille, deed zich opmerken voor zijn inzet voor de zieken op gevaar voor eigen leven.
In de laatste week van oktober werden geen nieuwe gevallen van pest meer gemeld. Begin november waren er maar enkele nieuwe zieken. Op 15 november werd het einde van de epidemie in Marseille afgekondigd door het luiden van de kerkklokken en het afvuren van de kanonnen op de galeien.

### Andere steden
Op 14 september werd Marseille op bevel van de Conseil du roi volledig van de buitenwereld afgesloten met wachtposten rond de stad. Dit was te laat want op 1 augustus werd de pest al gesignaleerd in Aix-en-Provence, op 20 augustus in Toulon en op 25 augustus in Rousillon. 
Het Comtat Venaissin probeerde tevergeefs de pest buiten te houden met een 27 km lange muur bemand met wachtposten. Maar op 23 september was de pest in Avignon. In Arles begon de epidemie op 26 november. Naast Marseille was Toulon het zwaarst getroffen met een dodenpercentage boven de 50%. In Sainte-Tulle kostte de epidemie aan 426 van de 810 inwoners het leven. Door allerlei voorzorgsmaatregelen (wachtposten langs de Rhône en de kust, afgelasten van markten) slaagde men er wel in de pest buiten de Languedoc te houden.
In 1720 brak de pest ook uit in La Canourgue in de provincie Gévaudan. Ondanks allerlei voorzorgsmaatregelen brak in augustus 1721 de epidemie ook uit in de nabijgelegen stad Marvejols en stierf daar tot de helft van de bevolking.
De epidemie kende nog een heropflakkering in 1722.

## Balans
In Marseille stierven tijdens de epidemie tussen de 30.000 en 50.000 mensen, tussen 40 en 50% van de bevolking, en in de Provence en in Occitanië stierven ook nog eens 50.000 mensen.

## Scheepswrak
In 1978 werd het wrak van de Grand Saint Antoine teruggevonden onder water in een kreek van het Île de Jarre op een diepte tussen 10 en 18 meter. Het schip was doormidden gebroken en het hout vertoonde sporen van vuur. Bij het wrak werd aardewerk en een scheepsanker gevonden. Deze objecten bevinden zich in de collectie van het Musée d'histoire van Marseille.